# Fegefeuer der Eitelkeiten (Film)
Fegefeuer der Eitelkeiten (Originaltitel: The Bonfire of the Vanities) ist eine Filmsatire aus dem Jahr 1990 von dem Regisseur Brian De Palma und die Verfilmung des gleichnamigen Romans von Tom Wolfe.

## Handlung
Sherman McCoy ist ein erfolgreicher Börsenmakler und lebt mit seiner Frau Judy und der Tochter Campbell in New York. Er hält sich für privilegiert und bezeichnet sich selbst als Meister des Universums (Master of the Universe). Mit Maria Ruskin, einer verheirateten Frau aus den Südstaaten, hält er sich eine heimliche Geliebte. Shermans Frau ahnt von seiner Affäre, da er einmal, anstatt die Nummer von Maria zu wählen, die seiner Frau wählt und bei ihr nach Maria fragt.
Eines Abends holt er Maria vom Flughafen ab. Auf dem Weg zu ihrem gemieteten Apartment verirren sie sich mit dem Auto in die Bronx. Als Sherman aussteigt, um ein auf die Straße gelegtes Hindernis aus dem Weg zu räumen, kommen zwei Schwarze auf ihn zu. Aus Angst, überfallen zu werden, flüchtet Sherman. Maria setzt sich ans Steuer und fährt mit Sherman panisch davon. Dabei fährt sie einen der beiden Schwarzen an.
Der angefahrene Schwarze – ein 18-Jähriger namens Henry Lamb – wird ins Krankenhaus eingeliefert, wo man ihn wegen eines gebrochenen Handgelenks behandelt und dann wieder nach Hause schickt. Am nächsten Tag fällt er jedoch ins Koma, da man offenbar eine Gehirnerschütterung übersehen hat.
Reverend Bacon, ein machtgieriger und manipulierender Prediger aus Harlem, macht den Fall publik und zu einem Politikum. Dabei bedient er sich der Hilfe von Peter Fallow, einem Alkoholiker und erfolglosen Reporter, der die Geschichte in der Zeitung The City Light groß herausbringt.
Der jüdische Bezirksstaatsanwalt Abe Weiss ist gerade im Wahlkampf um das Amt des Bürgermeisters. Er will unbedingt einen Weißen verurteilen, damit er die Sympathien der schwarzen Wähler erhält, und so kommt ihm der Fall Lamb gerade recht.
Vor dem Fall ins Koma konnte Lamb seiner Mutter den Fahrzeugtyp und die ersten beiden Buchstaben des Nummernschilds angeben. Da es laut Zulassungsstelle im Bezirk weniger als 200 Mercedes mit dieser Kombination gibt, veranlasst Weiss, dass die Polizei alle Halter besucht und befragt. Als Sherman von zwei Polizisten besucht wird, kommt er ins Stottern, redet wirr und verlangt schließlich einen Anwalt. Die Polizisten sind daraufhin sicher, den Täter gefunden zu haben.
Durch eine gezielte Indiskretion gelangt Sherman McCoys Name an die Öffentlichkeit, und von den sensationsgierigen Medien wird er sogleich vorverurteilt. Vor Shermans noblem Apartment kommt es zu lautstarken Demonstrationen, was die anderen Bewohner des Hauses veranlasst, Sherman zum Auszug zu drängen.
Als er mit seinem Anwalt zu einer Vorführung vor dem Haftrichter fährt, erfährt Sherman, dass Maria mit dem jungen Künstler Filippo Chirazzi das Land verlassen hat. Sherman wird verhaftet und zu seinem Entsetzen zusammen mit gewöhnlichen Kriminellen auf der Hauptwache der Bronx untergebracht, dann aber von Richter White gegen eine Zahlung von 10.000 US-Dollar auf Kaution freigelassen.
Shermans Probleme häufen sich im Lauf der Zeit: Ein von ihm eingefädeltes Geschäft mit Anleihen im Wert von 600 Millionen US-Dollar läuft schief und wird zum Totalverlust, woraufhin er seinen Job verliert. Zudem verlässt ihn auch seine Frau.
Bei dem Apartment für die Schäferstündchen von Sherman und Maria handelt es sich eigentlich um das Apartment von Caroline Heftshank, das Maria teuer untervermietet und nur für gelegentliche Treffen selbst benutzt. Caroline war die Freundin von Chirazzi, bevor dieser mit Maria durchgebrannt ist, und Caroline ist eine Bekannte von Peter Fallow. Aus Wut darüber, dass Chirazzi sie sitzengelassen hat, gibt Caroline Peter Fallow den Hinweis, dass Sherman mit Maria zusammen war und diese auch den Wagen gefahren hat. Die Gegensprechanlage im Apartment war verwanzt und alle Gespräche in der Wohnung wurden auf Mikrokassette aufgenommen. Peter Fallow gelingt es, die Kassette zu beschaffen, auf der man hört, wie Maria zugibt, selbst gefahren zu sein, und schickt diese an Shermans Anwalt. Fallow trifft sich unter dem Vorwand, eine Geschichte über den erfolgreichen Geschäftsmann machen zu wollen, mit Marias Ehemann Arthur Ruskin. Nach einem kurzen Gespräch und ein paar Cocktails bricht dieser plötzlich tot zusammen.
Mit der Kassette glaubt Sherman sich schon rehabilitiert, doch sein Anwalt erklärt ihm, dass es sich um eine illegale Aufzeichnung handelt und diese somit vor Gericht nicht verwendet werden kann. Er rät ihm jedoch, sich nochmals mit Maria zu treffen und sie mit einem versteckten Mikrofon zu einem Geständnis zu überreden, da er sein eigenes Gespräch aufnehmen dürfe. Als sich Sherman mit Maria bei der Beerdigung ihres Mannes trifft, misslingt der Plan, da Maria das versteckte Aufnahmegerät entdeckt.
Es kommt zur Gerichtsverhandlung gegen Sherman. Während Maria vom stellvertretenden Bezirksstaatsanwalt Jed Kramer – den Maria inzwischen um den Finger gewickelt hat – vernommen wird und alle Schuld an dem Unfall Sherman zuweist, schaltet dieser sein Kassettengerät ein und spielt die illegale Aufnahme aus dem Apartment vor. Als Richter White Sherman fragt, wer diese Aufnahme gemacht hat, und ihn zusätzlich darauf hinweist, dass er unter Eid steht, lügt Sherman und beteuert, dass er die Aufnahme selbst gemacht hat. Sherman wird daraufhin freigesprochen.
Peter Fallow schreibt über den Fall ein Buch, mit dem er zahlreiche Literaturpreise gewinnt, darunter den National Book Award und den Pulitzer-Preis.

## Hintergrund
- Shermans Tochter Campbell McCoy wird von der damals 8-jährigen Kirsten Dunst gespielt.
- Die PR-Frau, die zu Beginn des Films Peter Fallow begleitet, wird von Tom Hanks’ Ehefrau Rita Wilson gespielt.
- Geraldo Rivera hat einen Gastauftritt als TV-Reporter.
- Bei der von Sherman besuchten Oper handelt es sich um Don Giovanni von Wolfgang Amadeus Mozart.
- Im englischen Original wird der Begriff WASP für White Anglo-Saxon Protestant verwendet, in der deutschen Version wurde der Begriff mit Spießer synchronisiert.
- Die Buchdeckelgestaltung von Peter Fallows Buch The Real McCoy and the Forgotten Lamb ähnelt der von Tom Wolfes Buchvorlage The Bonfire of the Vanities von 1987.
- In der Buchvorlage ist Peter Fallow Engländer, im Film allerdings Amerikaner. Richter White ist im Buch ein jüdischer Weißer, im Film jedoch ein Schwarzer.
- Die Dreharbeiten begannen am 16. April 1990 und endeten am 27. Juli 1990. Gedreht wurde in New York City und im Los Angeles County.
- Kinostart in den USA war am 21. Dezember 1990, in Deutschland am 2. Mai 1991. Erstaufführung im deutschen Fernsehen war am 7. März 1994 im ZDF.

## Kritiken
In den englischsprachigen Medien erntete der Film durchweg schlechte bis vernichtende Kritiken. Entsprechend wird auf Rotten Tomatoes basierend auf der Auswertung von 54 Kritiken eine Positivquote von lediglich 15 Prozent ausgewiesen.

„Brian De Palma hat nicht den Fehler gemacht, Tom Wolfes epischen Kosmos verfilmen zu wollen; ein Buch ist ein Gemälde, mit zahllosen Details und unzähligen kleinen, genauen Strichen, ein Film dagegen ein Plakat mit groben Umrissen, Vereinfachungen, grellen Farben und Signalen. Der Film betrachtet den Sturz McCoys aus der Perspektive des Journalisten Fallow. Er ist der Aasgeier der Geschichte, der das Opfer ausweidet und sich damit in den Ruhm schreibt. Und der Film versucht Tom Wolfes epische Rasanz in satirische Schärfe zu übersetzen. […] Sicher, De Palmas Mittel, der amerikanischen Grellheit zu Leibe zu rücken, mit ihren Augen und Ohren schmerzenden Kontrasten und den daraus resultierenden Geschmacklosigkeiten, sind selber grell, laut, geschmacklos, ‚amerikanisch‘. Aber der Film riskiert etwas, riskiert sich; sein satirischer Biß erinnert an Kubricks höhnische Vexierbilder – wie ich die soziale Bombe lieben lernte. Eine Szene wie die, in der sich ein alter jüdischer Flugunternehmer in einem Lokal buchstäblich über die doofen arabischen Mekka-Touristen, an denen er sich eine goldene Nase verdient, zu Tode lacht, hat Swiftsches Format – sie ist groß vor Bosheit, Haß, Liebe und Trauer. Vielleicht, so denkt man, während man die Bilder einer absolut geschmacklosen Beerdigung sieht, während man hört, wie dem Toten seine Lieblingshits als süßlicher Schlagermedley in den Sarg nachgesungen werden, vielleicht mochte das amerikanische Publikum sich in diesem Spiegel nicht sehen“

„Brian de Palma und seinem Drehbuchautor Michael Christofer ... ist es gelungen, das komplexe Panorama sozialer und politischer Beziehungen, das Tom Wolfe auf über achthundert Romanseiten entfaltet, ohne größere Brüche zu straffen. Die Handlung entwickelt sich auf der Leinwand mit jener Dynamik, die auch de Palmas Kamera in ihren langen Fahrten an den Tag legt.“

„Brian de Palma verfilmte 1990 Tom Wolfes gleichnamigen Erfolgsroman, eine bitterböse Gesellschaftssatire auf Egoismus, Heuchelei, Eitelkeiten und gewissenloses Handeln der oberen Zehntausend im New York der 80er Jahre und die sozialen Ungerechtigkeiten und Vorurteile dieser Zeit.“

„Rabenschwarze Tragikomödie nach dem Erfolgsroman von Tom Wolfe, die nicht nur allgemeingültige Wahrheiten vermittelt, sondern sich auch mit dem Wertewandel in den 80er Jahren auseinandersetzt. Der hintergründige Unterhaltungswert des nicht in allen Belangen überzeugenden Films wird durch zwei hervorragende Darsteller noch gesteigert.“

## Auszeichnungen
Der Film wurde in fünf Kategorien für die Goldene Himbeere 1991 nominiert: Schlechteste Schauspielerin (Melanie Griffith), Schlechtester Regisseur (Brian De Palma), Schlechtester Film (Brian De Palma), Schlechtestes Drehbuch (Michael Cristofer), sowie Schlechteste Nebendarstellerin (Kim Cattrall).